# چرا (ترانه تیری تی)
«چرا» (انگلیسی: Why) آهنگی از گروه آر اند بی آمریکایی تیری تی با حضور عموی آن‌ها مایکل جکسون است. این آهنگ توسط کنت «بیبی‌فیس» ادموندز و جکسون نوشته شده‌است که تهیه‌کننده آن نیز بوده‌اند. این آهنگ به‌عنوان چهارمین تک‌آهنگ از اولین آلبوم گروه، برادری (۱۹۹۵) منتشر شد. این آهنتگ در ابتدا به‌عنوان بخشی از نهمین آلبوم استودیویی جکسون تاریخ: گذشته، حال و آینده، کتاب یکم (۱۹۹۵) انتخاب شد، اما حذف شد و جکسون تصمیم گرفت آن را به برادرزاده‌هایش بدهد. «چرا» در چارت موسیقی اروپا و آسیا با استقبال خوبی روبرو شد.

## نقدها
یک مجله بریتانیایی این آهنگ را پنج از پنج رتبه‌بندی کرد و افزود: «این تصنیف روح و روان که خانواده را گرد هم می‌آورد، گواهی مرده‌ای برای سه نفر برتر است و آوازهای جکسون قدیمی‌تر آن را به‌عنوان ماده شماره یک ممکن می‌کند.»

## موزیک ویدئو
یک موزیک ویدئو برای تبلیغ این تک‌آهنگ تولید شد که تیری تی و جکسون در آن حضور دارند و سیاه و سفید فیلمبرداری شده‌است. این موزیک ویدئو در ویژن مایکل جکسون منتشر شد.